# Global sourcing
Global sourcing (określenie powstało z dwóch ang. słów: global czyli światowy, międzynarodowy oraz sourcing - zaopatrzenie, zakupy.) – jedna z nowocześniejszych i najszybciej rozwijających się światowych strategii zarządzania łańcuchem dostaw (ang. supply chain).
Global sourcing to proces globalnego pozyskiwania dostaw/zaopatrzenia, który pozwala tworzyć dla przedsiębiorstwa długoterminowy związek zakupów z najlepszymi dostawcami.
Strategia global sourcing zawiera w sobie cechy outsourcingu, według której firma chcąca osiągnąć dużą efektywność powinna zawężać swoją działalność do określonych podstawowych obszarów. Pozostałe, wewnętrzne obszary swej działalności przedsiębiorstwo powinno zlecać partnerom zewnętrznym, czyli firmom, które są w stanie lepiej i taniej wykonać usługi na rzecz przedsiębiorstwa macierzystego. Pojęcie "global" oznacza tu, że poszukiwanie takich partnerów powinno odbywać się na globalnych, międzynarodowych rynkach.

## Zarys historyczny
Global sourcing to strategia stosowana od wieków. Starożytni handlarze, aby taniej kupować swoje towary podróżowali do odległych krajów. Nieodkryte regiony stawały się dla nich nowymi rynkami zbytu.
Od tego okresu do czasów współczesnych znaczenie i rola światowych zakupów uległy licznym przemianom. Działania, które miały największy wpływ na obecną pozycję tego rodzaju zaopatrzenia, dokonywały się w latach 70. Już wtedy międzynarodowe koncerny próbowały produkować pojedyncze części w różnych częściach świata. Starano się przy tym o swoistego rodzaju połączenie mało kosztownej siły roboczej, tanich surowców i komponentów, nielicznych wymagań, co do ochrony środowiska, liberalnego prawa pracy, dobrego wejścia na rynek kapitałowy oraz niskich obciążeń podatkowych. Taką strategię określił G. Junne mianem "Global Sourcing".

## Korzyści stosowania global sourcingu
Najważniejszymi korzyściami stosowania global sourcingu przez przedsiębiorstwa są:
- zredukowanie kosztów produkcji poprzez optymalizację łańcucha dostaw
- redukcja cen uzyskiwanych za zakup towarów i usług
- wykorzystanie wszelkich możliwości pozyskiwania dóbr bez względu na geograficzne miejsce ich występowania
- lepsza współpraca działu produkcji oraz łańcucha dostaw
- poprawa zgodności zamówienia z dostawą
- szeroki audyt dostawców
- zmniejszenie kosztów administracyjnych związanych z zakupami

## Proces wdrażania global sourcingu
Proces wdrażania strategii global sourcing w przedsiębiorstwie można podzielić na 3 etapy:
- usługi global sourcing

```
  * analiza 
danych wejściowych

  * badanie rynku
  * identyfikacja Dostawców
  * zdjęcie kategorii (Commodity Briefing)
  * zapytanie o informację (RFI)
  * 
audyt
 Dostawców
```

- organizacja przetargów

```
  * zapytanie ofertowe (RFQ)
  * negocjacje warunków handlowych
  * analiza ryzyka
  * rekomendacja wyboru Dostawcy
```

- zarządzanie dostawcami

```
  * rozwój Dostawców
  * monitorowanie Dostawców
  * monitorowanie jakości produkowanych przez dostawcę produktów
```

## Wybór odpowiedniego Dostawcy
W ramach strategii global sourcing następuje wybór takich regionów zaopatrzeniowych, które mogą przyczynić się do osiągnięcia celów. Wybór odpowiedniego kraju zależy głównie od jego specyficznych cech związanych z kosztami, ryzykiem oraz możliwością osiągnięcia sukcesu przez firmę.
Wybór odpowiedniego kraju dla globalnych zakupów nie jest procesem łatwym, należy więc wykorzystać doświadczenia znawców tej tematyki, którzy to wyróżnili 4 najlepsze dla global sourcing regiony. Należą do nich: Chiny, Indie, Turcja, kraje Europy Wschodniej (Polska, Czechy, Węgry, Rumunia).
Chiny to kraj, w którym można kupować proste, masowe produkty po korzystnych cenach. Na tym rynku do zakupów polecane są:
- części metalowe maszyn, w tym łożyska kulkowe, elementy uzbrojenia
- elementy plastikowe wykonywane na wtryskarkach
- wiązki przewodów elektrycznych, kable, komponenty elektroniczne
- specjalne, skomplikowane technologicznie wyroby przemysłu chemicznego
- tekstylia, buty
- zabawki
- artykuły reklamowe i biurowe

Indie - kraj dobrze wykształconych inżynierów, techników informatycznych oraz przemysłu usługowego. Do zakupów polecane są następujące wyroby i usługi:
- IT - usługi, outsourcing
- technologia farmaceutyczna, biotechnologia
- silniki, pompy, maszyny, aparatura i urządzenia
- towary ze skóry, bawełna, jedwab, tekstylia, dywany.

Turcja - kraj przyjaznej dla przedsiębiorstw polityki gospodarczej; dobry potencjał dla skomplikowanych, masowych produktów. Polecane do zakupów są:
- wyroby przemysłu tekstylnego (na przykład odzież, artykuły higieniczne, filtry samochodowe, materiały na poduszki powietrzne)
- artykuły spożywcze
- części samochodowe
- części maszyn
- produkty elektroniczne
- artykuły chemiczne.

Europa Wschodnia - pod względem położenia geograficznego najbliższy dostawca dla zachodnioeuropejskich producentów. W tym regionie poziom płac jest stosunkowo niski, a wymagania stawiane jakości produkowanych towarów stosunkowo wysokie. Względnie małe odległości i niskie koszty robocizny są największą zaletą tych obszarów. Polecane do zakupów są:
- artykuły z drewna
- tekstylia
- budowa maszyn i urządzeń
- metalowe części maszyn i urządzeń
- opakowania
- produkty drukarskie
- procesy związane z przemieszczaniem (firmy spedycyjne).